# Christian Vogel (Politiker)
Christian Vogel (* 22. November 1969 in Nürnberg) ist ein deutscher Kommunalpolitiker (SPD). Er ist seit Mai 2020 Dritter Bürgermeister der Stadt Nürnberg und damit zweiter Stellvertreter des Oberbürgermeisters, Marcus König. Zuvor war er von 2003 bis 2015 Parteivorsitzender der Nürnberger SPD sowie ab 2008 berufsmäßiger Stadtrat und von 2014 bis 2020 Zweiter Bürgermeister und somit erster Stellvertreter des damaligen Oberbürgermeisters Ulrich Maly.

## Leben und Wirken
Vogel wuchs zusammen mit seiner Zwillingsschwester im südlich gelegenen Stadtteil Worzeldorf auf. In seiner Schulzeit war er sowohl Klassen-, als auch als Schülersprecher. Nach seiner Ausbildung zum Kaufmann für Groß- und Außenhandel bei einem großen Nürnberger Sanitär-Fachhändler, arbeitete er zunächst weiter an seiner Ausbildungsstätte und absolvierte nebenbei mittels Abendkursen einen Abschluss zum Handelsfachwirt der Wirtschaft. Nachdem er bis zum Niederlassungsleiter aufgestiegen war, verließ er 2002 seinen Ausbildungsbetrieb und war anschließend bis 2008 Geschäftsführer der Fränkischen Verlagsanstalt GmbH sowie im Anschluss bis 2014 Geschäftsführer der Stadtreklame Nürnberg GmbH.
Anfang Januar 2025 gab Vogel bekannt, entgegen einiger Erwartungen, bei der Kommunalwahl 2026 nicht für das Amt des Oberbürgermeisters für die SPD kandidieren zu wollen. Als Grund nannte er unter anderem gesundheitliche Umstände. Eine erneute Kandidatur für den Stadtrat ließ er hierbei jedoch offen.

## Politische Laufbahn
- 1993–2001: Vorsitzender des Ortsverbandes der SPD Worzeldorf
- 1995–2003: Schatzmeister der Nürnberger SPD
- 2003–2015: Parteivorsitzender der Nürnberger SPD
- seit 2008: Mitglied im Nürnberger Stadtrat
- 2008–2010: stellvertretender Fraktionsvorsitzender der SPD im Rathaus
- 2010–2014: Fraktionsvorsitzender der SPD im Rathaus
- 2014–2020: Zweiter Bürgermeister der Stadt Nürnberg
- seit 2020: Dritter Bürgermeister der Stadt Nürnberg[1][2]